# Triparma
Triparma – rodzaj glonów z klasy Bolidophyceae.
Przedstawiciele rodzaju żyją w morskim fitoplanktonie. Rodzaj opisany przez Beatrice C. Booth & Harveya Marchanta na podstawie osobników złowionych w północnym Pacyfiku. Gatunkiem typowym jest Triparma columacea. Nazwa odnosi się do występowania trzech płytek tarczowych.  
Osobniki jednokomórkowe. Komórki kuliste lub półkuliste o nierównej symetrii czworościennej. Kilkamikrometrowe. Nieruchliwe, bez wici. Ściana komórkowa składa się z przylegających do siebie krzemionkowych płytek. Cztery z nich są okrągłe, przy czym jedna – brzuszna – większa od pozostałych – tarczowych. Jedna jest trójpromienista. Płytki obwodowe są podłużne i jest ich trzy.  Płytki mogą być gładkie lub urzeźbione ze skrzydełkami, kolcami, brodawkami itp. Duży chloroplast. Barwniki fotosyntetyczne to chlorofile a, c1, c2 i c3, fukoksantyna i diadinoksantyna. Analiza molekularna wskazuje, że do rodzaju tego należy zaliczać przedstawicieli rodzaju Bolidomonas o odmiennej charakterystyce. Jego przedstawicieli opisano jako jednokomórkowce bez wyraźnej ściany komórkowej, o długości 1–1,7 μm, z dwiema wiciami, z których jedna znacznie przewyższa długością drugą (4–7 μm wobec 0,9–2,2 μm). Dzięki temu są ruchliwe, a nazwa miała nawiązywać do samochodu wyścigowego (bolidu). Prawdopodobnie forma ruchliwa (naga) jest haploidem, a nieruchliwa (opancerzona) diploidem.
Jest to najpowszechniej występujący rodzaj rzędu Parmales występujący w różnych regionach, ale głównie w bliskich biegunom strefach oceanów. W Bałtyku stwierdzony w Zatoce Botnickiej. 
W systemie AlgaeBase w połowie 2024 roku do rodzaju zaliczano następujące gatunki:
- Triparma columacea B.C.Booth
- Triparma eleuthera Ichinomiya & Lopes Santos (Bolidomonas pacifica var. eleuthera)
- Triparma laevis B.C.Booth
- Triparma mediterranea (Guillou & Chrétiennot-Dinet) Ichinomiya & Lopes Santos (Bolidomonas mediterranea)
- Triparma pacifica (Guillou & Chrétiennot-Dinet) Ichinomiya & Lopes Santos (Bolidomonas pacifica)
- Triparma papillosa Hoshina & R.W. Jordan
- Triparma retinervis B.C.Booth
- Triparma scotiaensis Hoshina & R.W.Jordan
- Triparma strigata B.C.Booth
- Triparma verrucosa B.C.Booth